# Brachonchulus brachyuroides
Brachonchulus brachyuroides is een rondwormensoort uit de familie van de Mononchidae. De wetenschappelijke naam van de soort is voor het eerst geldig gepubliceerd in 1925 door Micoletzky.